# Pseudo-asymétrie
Un centre pseudo-asymétrique est un atome lié à au moins deux groupes asymétriques identiques si ce n'est au niveau de leur configuration absolue qui peut être identique ou opposée.

## Nature

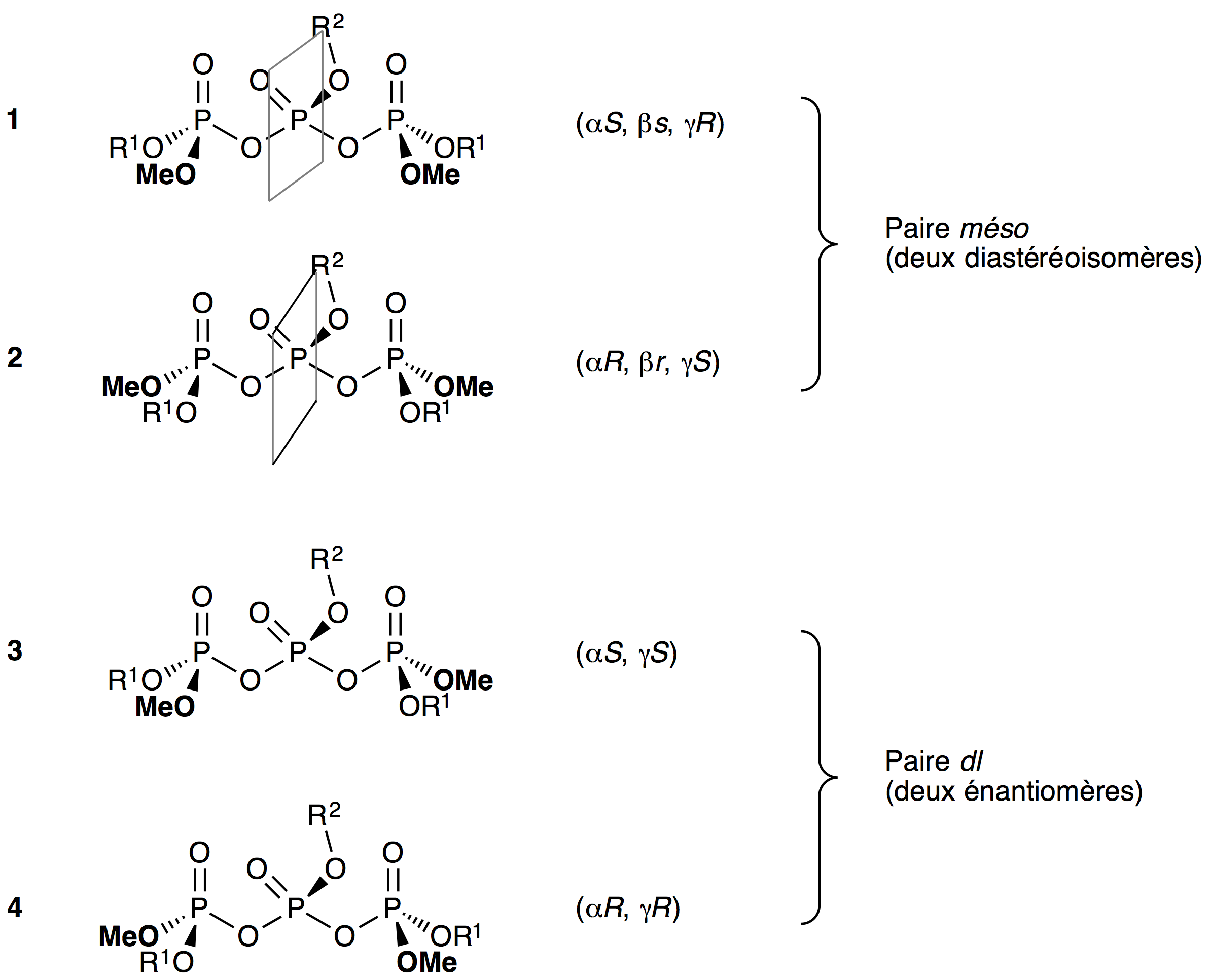
Exemple de pseudo-asymétrie d'un dérivé de triphosphate

L'activité optique basée sur l'existence d'un centre stéréogène s'observe lorsque ce centre est réellement asymétrique, ce qui signifie que la configuration absolue des substituants intervient dans l'activité optique du centre pseudo-asymétrique. En cela, certains composés pseudo-asymétriques peuvent être apparentés aux composés méso.
En prenant pour exemple un triphosphate comme sur le schéma ci-contre (les atomes de phosphore étant asymétriques), on observe que la configuration absolue des substituants détermine la symétrie globale de la molécule : dans les cas 1 et 2, on observe un plan de symétrie qui traverse l'atome de phosphore central (le centre pseudo-asymétrique). Ces deux composés sont des diastéréoisomères. À l'inverse, pour les composés 3 et 4, on n'observe aucune symétrie et ils sont énantiomères l'un de l'autre.

## Notation
La chiralité d'un centre pseudo-asymétrique est noté par les lettres minuscules r et s. La notation "r*" et "s*" est également possible pour indiquer une stéréochimie relative.